# 朴元相
朴元相（韓語：박원상，1970年1月20日—），韓國男演員。

## 影視作品

### 電視劇
- 2008年：MBC《別巡檢2》飾演 池大漢
- 2010年：OCN《夜叉》飾演 朴波
- 2010年：KBS 2TV《夢想起飛 Dream High》飾演 尹聖吉
- 2011年：SBS《武士白东秀》飾演 張大坡
- 2011年：KBS《為了兒子》飾演 畢圭
- 2012年：OCN《英雄》飾演 權赫圭
- 2013年：tvN《Nine：九回時間旅行》飾演 警察
- 2013年：KBS《鯊魚》飾演 卞方進
- 2013年：MBC《Medical Top Team》飾演 曹俊赫
- 2014年：KBS《黃金交叉》飾演 林慶財
- 2014年：KBS《Big Man》飾演 警察（客串）
- 2014年：OCN《Reset》飾演 高搜查官
- 2014年：KBS《Healer》飾演 張秉世
- 2015年：MBC《華政》飾演 張峰首
- 2015年：JTBC《LAST》飾演 柳忠九
- 2015年：tvN《泡泡糖》飾演 趙東一
- 2016年：KBS《鄰家律師趙德浩》飾演 裴大修
- 2016年：MBC《W－兩個世界》飾演 韓哲浩
- 2016年：JTBC《Fantastic》
- 2016年：MBC《舉重妖精金福珠》
- 2017年：KBS《七日的王妃》飾演 朴元宗
- 2017年：SBS《操作》飾演 林智泰
- 2017年：tvN《Argon》飾演 申哲
- 2017年：JTBC《Untouchable》飾演  高秀昌
- 2018年：SBS《Switch－改變世界》飾演 梁智勝
- 2018年：tvN《認識的妻子》飾演 邊聖佑
- 2019年：MBC《Item》飾演 具東英
- 2019年：KBS《僅此一次的愛情》飾演
- 2019年：MBC《Welcome 2 Life》飾演 吳錫俊
- 2020年：MBC《The Game：向著零時》飾演 李俊熙
- 2020年：SBS《The King：永遠的君主》飾演 朴文植
- 2021年：MBC《直到瘋狂》飾演 彭秀坤
- 2021年：KBS《戀慕》飾演 辛滢秀
- 2021年：KBS《那年，我們的夏天》飾演 崔虎
- 2022年：JTBC《模範刑警2》飾演 崔龍根
- 2023年：KBS《綠洲》飾演 崔英植（特別出演）
- 2024年：JTBC《低谷医生》飾演 （特別出演）
- 2024年：MBC《現在撥打的電話》飾演 羅進哲
- 2025年：TVING《春畫戀愛談》飾演 王
- 2025年：MBC《勞務師盧武鎮》飾演 韓國大學行政室長

### 電影
- 2002年：《周末同床》
- 2003年：《四人餐桌》飾演 朴文燮
- 2003年：《愛在繽紛季節》
- 2004年：《犯罪的重構》飾演 濟雨
- 2004年：《蜘蛛叢林》
- 2005年：《恐怖夜車》飾演 鄭鎬
- 2005年：《舞女純情》飾演 相斗
- 2005年：《哥哥啊，你好》飾演 爸爸
- 2005年：《紅眼》飾演 俊浩
- 2005年：《媽媽》
- 2006年：《格鬥的技術》飾演 安界張
- 2006年：《女教授的隱秘魅力》飾演 金製作人
- 2007年：《極樂島殺人事件》飾演 尚九
- 2007年：《華麗的假期》飾演 容大
- 2007年：《Rainbow Eyes（朝鲜语：가면 (2007년 영화)）》（又譯：面具，假面 Gamyeon）飾演 金亨思
- 2008年：《小王子》飾演 俊秀
- 2008年：《女童軍》飾演 旻洪基
- 2008年：《崗哨506》
- 2008年：《別處》
- 2008年：《我人生最輝煌的瞬間》
- 2009年：《黃金時代》
- 2009年：《飛吧企鵝》
- 2010年：《我的流氓愛人》
- 2010年：《和牛一起旅行的方法》
- 2010年：《我們在哪見過?》
- 2010年：《二樓的惡人》飾演 韓基秀
- 2010年：《校園鬼》飾演 韓國文老師
- 2011年：《冠軍》
- 2011年：《Dream High》
- 2011年：《古怪的鄰居們》飾演 宗浩
- 2011年：《斷箭》飾演 朴俊
- 2012年：《外事警察：別被那個男人騙》
- 2012年：《兩個月亮》
- 2012年：《南營洞1985》飾演 金鍾泰
- 2013年：《7號房的禮物》飾演 崔春豪
- 2013年：《南方大作戰》
- 2013年：《我愛你！真英》飾演 黃泰一
- 2014年：《危險的傳聞》飾演 吳本錫
- 2014年：《The Stone》
- 2014年：《舉報者》飾演 李成浩
- 2015年：《思悼》飾演 洪鳳漢
- 2017年：《The Prison》飾演 鄭科長
- 2017年：《對立軍》飾演 祖勝
- 2017年：《換節期》
- 2018年：《小森林》飾演 郵差
- 2019年：《成大器者（朝鲜语：크게 될 놈）》飾演 振英
- 2019年：《壞傢伙們：The Movie（朝鲜语：나쁜 녀석들: 더 무비）》飾演 趙東哲
- 2023年：《交涉》飾演 辯論節目主持人（特別出演）
- 2023年：《少年们》饰演 法官
- 2023年：《首爾之春》饰演 高载荣
- 2024年：《棉花绽放的日子》（목화솜 피는 날）[1]

## 獲獎
- 1993年：MBC江邊歌謠節銀獎

## 外部連結
- 朴元相在NAVER上的资料
- 朴元相在韩国电影数据库（KMDb）上的資料（韓語）
- 朴元相在互联网电影资料库（IMDb）上的資料（英文）